# The Evil Within 2
The Evil Within 2, conhecido no Japão como  PsychoBreak 2 (サイコブレイク2, Saiko Bureiku 2) é um jogo eletrônico de survival horror em terceira pessoa desenvolvido pela Tango Gameworks e publicado pela Bethesda Softworks para PlayStation 4, Microsoft Windows e Xbox One. É a sequência de The Evil Within e foi lançado mundialmente em 13 de outubro de 2017. O jogo recebeu elogios pelos seus gráficos, atmosfera e jogabilidade, mas recebeu algumas críticas por sua história e personagens.

## Jogabilidade
Semelhante ao seu antecessor, o jogo é um survival horror em terceira pessoa, o jogador assume o controle de Sebastian Castellanos, que deve ir para o Mundo da Union para resgatar sua filha, Lily. Existem três modos de jogo, Casual, que o produtor Shinji Mikami recomenda Sobrevivência e Pesadelo, a última configuração que é recomendado para jogadores que gostaram da dificuldade no jogo anterior. Em The Evil Within 2, os mapas são maiores e existem várias maneiras dos jogadores avançarem em um nível. O jogador também recebe um item conhecido como "O Comunicador" que ajuda a destacar os objetivos, recursos e inimigos apresentados no mundo no jogo. Ele também revela pontos de ressonância, que fornecem dicas sobre o que tinha acontecido no mundo da Union. Jogadores também podem explorar a área do mapa livremente para completar objetivos secundários e procurar recursos, que são escassos. Os jogadores podem se envolver em conflito direto com inimigos usando armas de fogo, ou usar furtividade para não ser notado ou esgueirar-se por trás de inimigos para matá-los silenciosamente.
O jogo contém um sistema de criação, na qual os jogadores podem reunir recursos para criar novos itens, como munição. Os jogadores podem criar itens a qualquer momento no jogo, mas fazê-lo em uma bancanda requer menos materiais de criação. Um sistema de customização também está presente. O Gel Verde, introduzido no primeiro jogo, pode ser usado para personalizar as habilidades de Sebastian, que são dívidas em cinco árvores diferentes: saúde, furtividade, combate, recuperação e atletismo. As armas podem ser personalizadas usando as peças de armas coletadas pelos jogadores ao explorar a Union.

## Enredo

Sebastian Castellanos, o protagonista de The Evil Within 2.

Três anos após os eventos do primeiro jogo, Sebastian Castellanos deixou o Departamento de Polícia de Krimson City, assombrado por suas experiências no Hospital Mental Beacon. Sua única filha, Lily, supostamente morreu no incêndio de sua casa, e sua esposa Myra, não querendo aceitar a morte de sua filha, o abandonou. Isso, juntamente com seu trauma, resulta em Sebastian tornando-se um alcoólatra. Afogando suas mágoas em um bar, Sebastian é abordado pela ex-parceira e agente da Mobius Juli Kidman, que revela que Lily ainda está viva. Sebastian é levado a uma instalação secreta de Mobius contra sua vontade, onde conhece o chefe da instalação chamado Administrador. O Administrador explica que Lily está sendo usada como núcleo para um novo sistema STEM para simular uma cidade chamada Union. No entanto, Mobius perdeu contato com Lily e seus agentes dentro da Union, e eles perderam o controle sobre a simulação. Sebastian relutantemente concorda em ajudar e está conectado ao STEM.
Ao entrar na Union, Sebastian descobre que a cidade se transformou em um reino de pesadelo, onde todos os habitantes foram mortos ou transformados em monstros. Além disso, Sebastian testemunha um misterioso fotógrafo com poderes sobrenaturais caçando e assassinando agentes de Mobius. Ele consegue encontrar o pessoal sobrevivente de Mobius, Liam O'Neal, Yukiko Hoffman e Julian Sykes, que o ajudam na busca por Lily. Enquanto Sebastian segue seu rastro, ele descobre que ela foi sequestrada pelo fotógrafo Stefano Valentini, um serial killer obcecado em fotografar pessoas no momento de sua morte que conseguiu se infiltrar na Union. Stefano revela que ele havia sequestrado Lily originalmente sob ordens, mas decidiu mantê-la para si mesmo para explorar seus poderes como o Núcleo. Sebastian luta e mata Stefano, mas antes que ele possa resgatar Lily, Myra aparece e leva Lily embora. Sebastian se vê transportado para o interior de uma misteriosa área semelhante a uma fortaleza, onde é abordado pelo padre Theodore Wallace, que tenta convencer Sebastian a se juntar a ele para capturar Lily de Myra desde que Stefano o traiu. Sebastian se recusa e é banido para uma floresta fora da Union, onde se encontra com a agente de Mobius, Esmeralda Torres. Ao chegar em sua casa segura, Torres revela que ela, Kidman, Myra e Theodore conspiraram para tirar Lily do STEM e destruir Mobius por dentro através de seus implantes de chip. No entanto, o plano deu errado quando Theodore ficou mentalmente instável e decidiu sequestrar Lily para si mesmo.
Vendo Theodore como a maior ameaça, Sebastian vai enfrentá-lo, mas é forçado a matar Liam com lavagem cerebral. Ao chegar a Theodore, Sebastian fica imediatamente incapacitado quando Theodore usa a culpa persistente de Sebastian contra ele e ele cai inconsciente. Sebastian é visitado por uma visão de Myra, que lhe garante que o que aconteceu com Lily não foi culpa dele e que ele deveria se concentrar em salvá-la. Quando ele acorda, ele descobre que Esmeralda se sacrificou para colocá-lo em segurança e que Theodore ergueu sua fortaleza no centro da Union. Tanto Sebastian quanto Yukiko atacam a fortaleza de Theodore, embora Yukiko morra no processo. Sebastian é capaz de enfrentar e derrotar Theodore, apenas para Myra chegar e matar Theodore enquanto avisa Sebastian para ficar longe dela e de Lily.
Sebastian segue Myra, cujo desejo de proteger Lily a deixou louca e obcecada em manter Lily trancada no STEM para sua própria "segurança". Myra o ataca, forçando-o a atirar nela, desencadeando sua transformação em um grande ser, forçando Sebastian contra ela relutantemente. Sebastian derrota o monstro, liberando Myra e fazendo-a voltar a si. Ele se prepara para tirar Lily do STEM, mas Myra se recusa a seguir, explicando que, como parte do plano para destruir Mobius, ela deve tomar o lugar de Lily como Núcleo do STEM para transmitir o sinal de destruição do implante. Enquanto isso, no mundo real, Kidman recebe ordens do Administrador para eliminar Sebastian. Ela o desobedece e ajuda Sebastian e Lily a escapar do STEM enquanto Myra executa seu plano. matando o Administrador e todos os agentes Mobius (exceto Kidman que removeu o microchip de seu cérebro). Agora livre da Mobius, Sebastian, Lily e Kidman deixam a instalação.
Em uma cena pós-créditos, Sebastian se separa de Kidman e vai viver uma nova vida com Lily. De volta às instalações de Mobius, agora abandonadas, o sistema STEM misteriosamente se reativa.

## Desenvolvimento

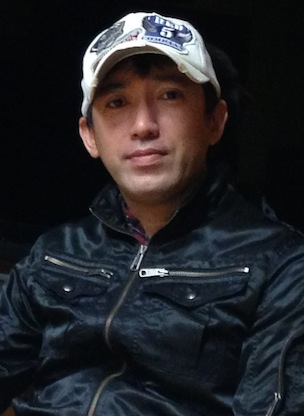
Shinji Mikami, diretor do primeiro jogo, supervisionou o desenvolvimento de The Evil Within 2

O desenvolvimento de The Evil Within 2 começou em março de 2015, depois que a equipe da Tango Gameworks terminou o desenvolvimento do conteúdo para download do primeiro jogo. O diretor Shinji Mikami deixou o cargo e tornou-se produtor e supervisionou o desenvolvimento do jogo. Mikami disse que o período de desenvolvimento foi um pouco mais curto do que para seu antecessor. O papel de diretor foi atribuído a John Johanas, descrito por Mikami como uma pessoa com "muito talento". A história do jogo foi escrita por Syoji Ishimine e Trent Haaga. Um de seus focos era tornar a história do jogo mais fácil para os jogadores compreenderem e entenderem, uma resposta às críticas do primeiro jogo, onde o enredo do jogo fica muito complicado no final. Mudança de realidade, uma característica do primeiro jogo. também retorna na sequência, mas de acordo com Johanas, "há um pouco mais de lógica para quando e como isso acontece". A proporção de tela 2.5:1 apresentada no primeiro jogo foi removida devido à resposta mista que essa escolha de design recebeu após seu lançamento, mesmo que a equipe tenha gostado. Enquanto o jogo mantém o gore-horror dominantemente do jogo original, a equipe de roteiristas também se esforçou para criar o aspecto de terror psicológico, já que o jogo conta uma história que é mais pessoal.
Em agosto de 2016, Pete Hines, um executivo da Bethesda Softworks, revelou que The Evil Within havia vendido cópias o suficiente para uma sequência, embora tenha se recusado a comentar se um novo jogo está em desenvolvimento. O jogo vazou em março de 2017, na qual uma descrição para PsychoBreak 2, o título japonês do jogo, vazou um anúncio do jogo foi postado prematuramente no Reddit, várias horas antes do anúncio oficial do jogo da conferência da Bethesda na E3 2017.
Ao contrário de seu antecessor, que rodava no motor Id Tech 5 da Id Software, The Evil Within 2 roda no motor STEM, um desdobramento da Id Tech 5 desenvolvida pela Tango Gameworks para o jogo.

## Recepção
The Evil Within 2 recebeu "críticas geralmente favoráveis" dos críticos, de acordo com o agregador de notas Metacritic.